# Д’Арси, Эмма
Эмма Зиа Д’Арси (англ. Emma Zia D'Arcy, род. 27 июня 1992, Лондон, Англия) — британская актриса театра и кино. Известна по роли Астрид в сериале «Искатели правды» (2020) и роли Рейниры Таргариен в сериале «Дом Дракона» (2022).

## Биография
Родилась 27 июня 1992 года в Лондоне. Родители — Ричард и Салли Д’Арси. Есть младшая сестра Хлоя. Эмма училась в Школе искусств Раскин, Оксфордского университета. Она также является художественной руководительницей театральной труппы Forward Arena.
Начала актёрскую карьеру в 2015 году, сыграв в короткометражном фильме.
В 2018 году сыграла в телесериале «Жажда странствий». В 2020 году сыграла в основном составе сериала «Искатели правды». В декабре 2020 года получила главную роль принцессы Рейниры Таргариен в телесериале канала HBO «Дом Дракона».

## Личная жизнь
Эмма Д’Арси имеет небинарную гендерную идентичность и предпочитает обращение «они/их».

## Фильмография
| Год  |     | Русское название                               | Оригинальное название               | Роль               |
| ---- | --- | ---------------------------------------------- | ----------------------------------- | ------------------ |
| 2015 | кор | Объединенные сильные в одиночку                | United Strong Alone                 | Снайпер            |
| 2018 | с   | Жажда странствий                               | Wanderlust                          | Наоми Ричардс      |
| 2019 | с   | Дикий Билл                                     | Wild Bill                           | Альма Смит         |
| 2019 | кор | О, Святой Дух                                  | O Holy Ghost                        | Стефани            |
| 2020 | ф   | Мисс Плохое поведение                          | Misbehaviour                        | Хейзел             |
| 2020 | с   | Ханна                                          | Hanna                               | Соня Ритчер        |
| 2020 | с   | Искатели правды                                | Truth Seekers                       | Астрид             |
| 2021 | с   | Баптист                                        | Baptiste                            | девушка на встрече |
| 2021 | с   | Форсайт                                        | Foresight                           | медсестра          |
| 2021 | ф   | Материнское воскресенье                        | Mothering Sunday                    | Эмма Хобдэй        |
| 2022 | с   | Дом Дракона                                    | House of the Dragon                 | Рейенира Таргариен |
| 2026 | ф   | Безымянный фильм Алехандро Гонсалеса Иньярриту | Untitled Alejandro G. Iñárritu film |                    |

## Музыкальные клипы
| Год  | Артист              | Название                      |
| ---- | ------------------- | ----------------------------- |
| 2017 | Little Cub          | «Too Much Love»               |
| 2017 | Artificial Pleasure | I'll Make It Worth Your While |